# The Woman in Me (Needs the Man in You)
The Woman in Me (Needs the Man in You) è un singolo della cantante canadese Shania Twain, pubblicato nel 1995 come estratto dall'album The Woman in Me.

## Videoclip
Il videoclip della canzone è stato diretto da Markus Blunder e girato in Egitto.

## Tracce (parziale)
CD (USA)
1. The Woman In Me (Needs The Man In You) – 4:50
2. (If You're Not In It For Love) I'm Outta Here! – 4:30

Durata totale: 9:20